# George Webber
George James Webber (født 1895 i Ipswich, død 31. maj 1950 i Luton) var en britisk atlet som deltog i de olympiske lege 1924 i Paris.
Webber vandt en sølvmedalje i atletik under OL 1924 i Paris. Han var med på det britiske hold, som kom på en andenplads i holddisciplinen 3000-meter-løb bagefter Finland. De andre på holdet var Bert MacDonald og Harry Johnston.